# Provincia del Nord Ubangi
La provincia del Nord Ubangi, (francese: province du Nord-Ubangi) è una delle 26 province della Repubblica Democratica del Congo. Il suo capoluogo è la città di Gbadolite.
La provincia si trova nel Congo settentrionale.
Nel precedente ordinamento amministrativo del Congo (in vigore fino al 2015) la provincia non esisteva in quanto faceva parte della più ampia provincia dell'Equatore.

## Geografia antropica

### Suddivisioni amministrative
La provincia del Nord Ubangi è suddivisa nelle città di Gbadolite (capoluogo) ed in 4 territori:
- Territorio di Bosobolo, capoluogo: Bosobolo;
- Territorio di Mobayi-Mbongo, capoluogo: Mobayi-Mbongo;
- Territorio di Businga, capoluogo: Businga;
- Territorio di Yakoma, capoluogo: Yakoma.